# كنائس تشيلوي
كنائس تشيلوي هي كنائس تاريخيّة ذات طراز معماري فريد من نوعه، تقع ضمن أرخبيل تشيلوي في إقليم لوس لاغوس، تشيلي. تم إنشاء هذه الكنائس باستخدام الأخشاب المنشورة المحليّة والألواح الخشبيّة، على عكس النمط المعماري الاستعماري الإسباني الكلاسيكي الذي كان سائدًا في أمريكا اللاتينيّة، حيث اُستخدمت تلك المواد لمقاومة المناخ المحيطي الرطب والممطر الذي يتصف به أرخبيل تشيلوي.
تم بناء هذه الكنائس ما بين القرنين السابع عشر والتاسع عشر، عندما كان أرخبيل تشيلوي جزءًا من ممتلكات التاج الإسباني، حيث تمثّل اندماجًا بين الثقافة اليسوعيّة الأوروبيّة ومهارات الشعوب الأصليّة وتقاليدها، وهي مثال على ثقافة المستيزو.
لقد تم إدراج هذه الكنائس التاريخيّة على قائمة التراث العالمي التابعة لليونيسكو في عام 2000. كما قامت جامعة تشيلي، ومؤسسة كنائس تشيلوي الثقافية، وغيرها من المؤسسات بجهود كبيرة للحفاظ على هذه المنشآت التاريخيّة.

## الموقع
تم بناء الكنائس الستة عشر المُسجلة على قائمة التراث العالمي في المنطقة الشرقيّة الوسطى لأرخبيل تشيلوي:
| الترميز | الاسم                              | البلدية  |
| ------- | ---------------------------------- | -------- |
| 971-001 | كنيسة سانتا ماريا دي لوريتو، آتشاو | كينتشاو  |
| 971-002 | كنيسة كينتشاو                      | كينتشاو  |
| 971-003 | كنيسة سان فرانثيسكو                | كاسترو   |
| 971-004 | كنيسة سانتا ماريا دي ريلان         | كاسترو   |
| 971-005 | كنيسة سيدة جراثيا دي نيركون        | كاسترو   |
| 971-006 | كنيسة آلداتشيلدو                   | بوكيلدون |
| 971-007 | كنيسة إتشواك                       | بوكيلدون |
| 971-008 | كنيسة ديتيف                        | بوكيلدون |
| 971-009 | كنيسة بيلوبويي                     | تشونتشي  |
| 971-010 | كنيسة تشونتشي                      | تشونتشي  |
| 971-011 | كنيسة تيناون                       | دالكاوي  |
| 971-012 | كنيسة كولو                         | كيمتشي   |
| 971-013 | سان خوان باوتيستا، دالكاوي         | دالكاوي  |
| 971-014 | سيدة الأحزان، دالكاوي              | دالكاوي  |
| 971-015 | كنيسة تشيلين                       | كاسترو   |
| 971-016 | كنيسة كاجواتش                      | كينتشاو  |

## صور

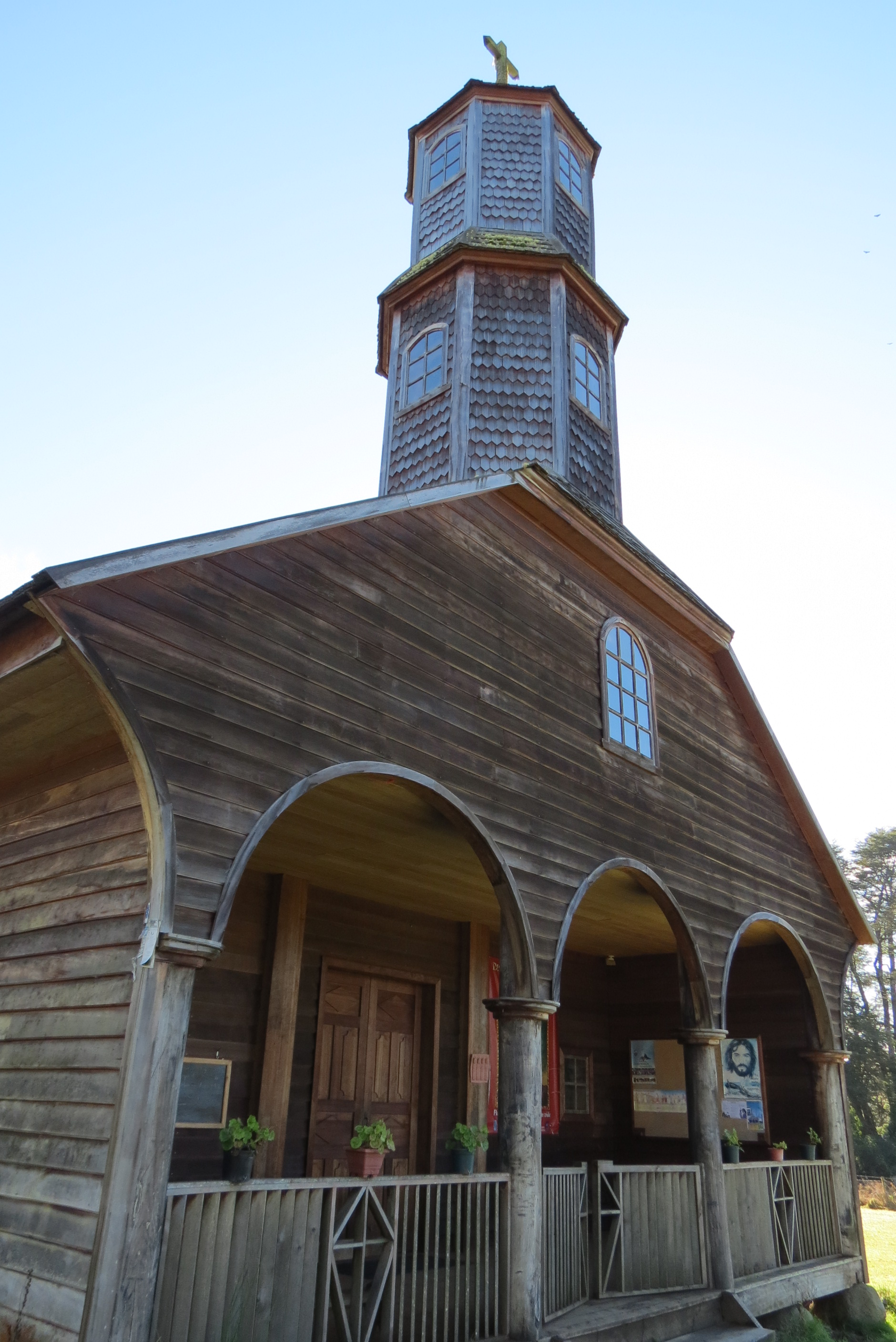
كنيسة كولو
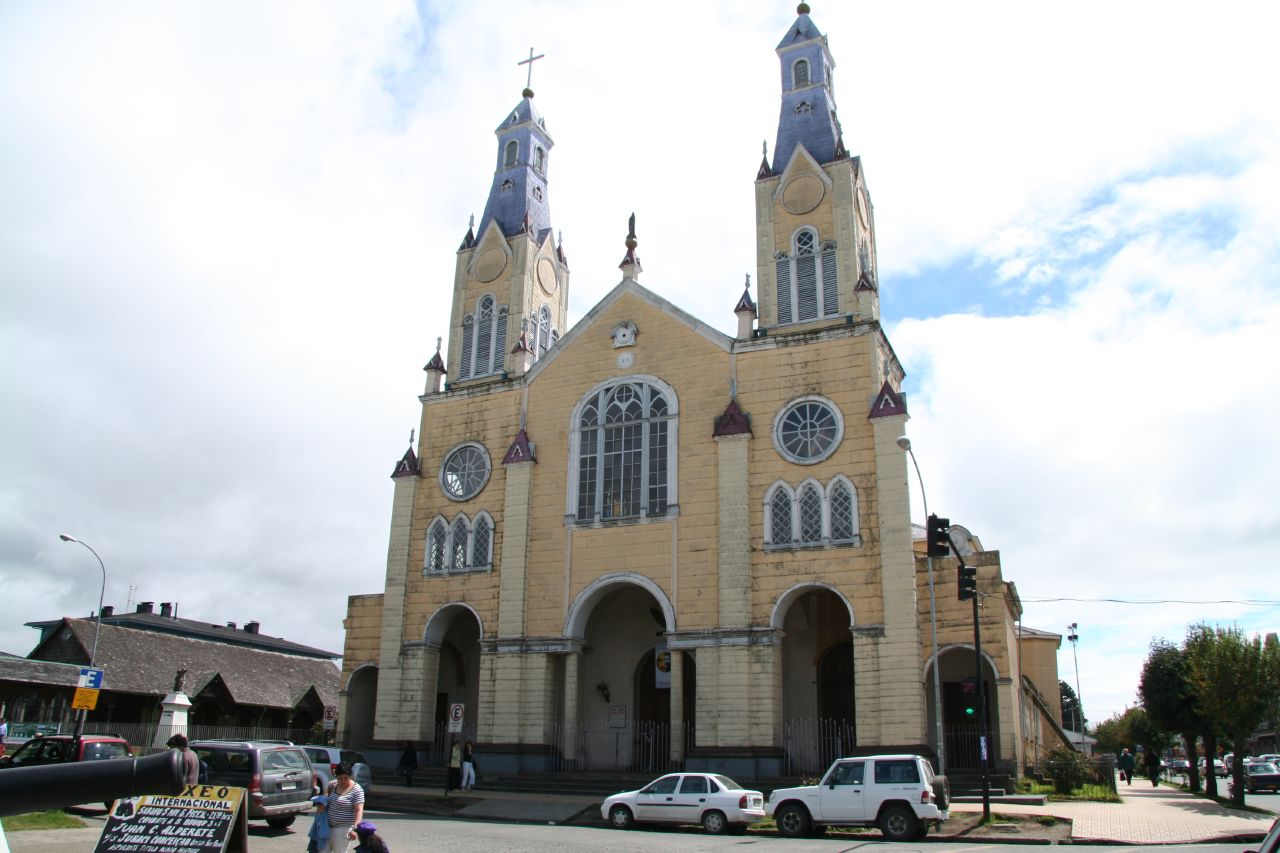
كنيسة سان فرانثيسكو
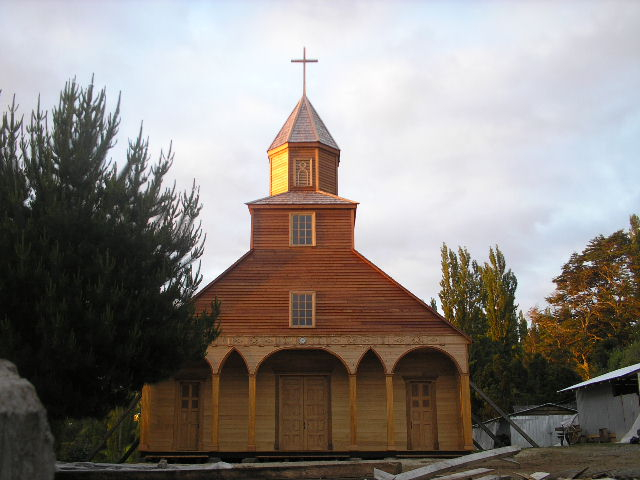
كنيسة إتشواك
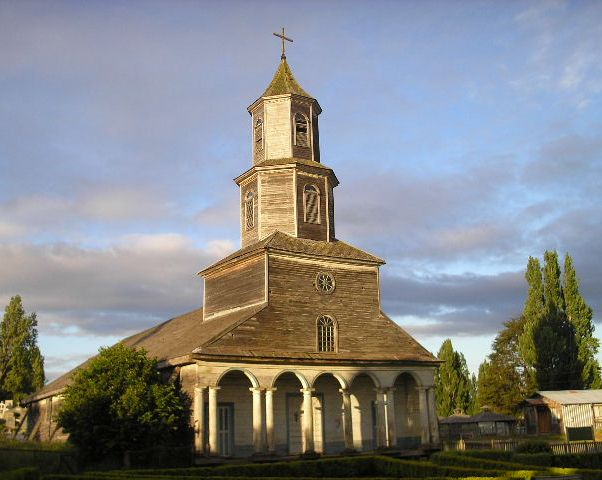
كنيسة نيركون

## وصلات خارجية
- صفحة كنائس تشيلوي على قائمة التراث العالمي - اليونيسكو
- فيديو عن كنائس تشيلوي - اليونيسكو
- تشيلوي وكنائسها
- الهندسة المعمارية في تشيلي